# Lễ Hiển Linh
Lễ Hiển Linh (tiếng Anh: Epiphany, từ tiếng Hy Lạp: ἐπιφάνεια) là một trong những lễ quan trọng lâu đời nhất trong niên lịch Kitô giáo, theo truyền thống được cử hành vào ngày 6 tháng 1, mừng kính sự biểu lộ mình ra của Đức Giêsu Kitô, là Ngôi Hai Thiên Chúa nhập thể làm người. Trong Kitô giáo Tây phương, lễ này chủ yếu kỷ niệm sự viếng thăm và chiêm bái Đức Giêsu của ba đạo sĩ (hay là ba vua, ba nhà thông thái). Lễ Hiển Linh được giáo luật quy định là ngày lễ trọng buộc (buộc kiêng việc xác và buộc tham dự thánh lễ vào chính ngày lễ hoặc chiều hôm trước ngày lễ), tuy nhiên nơi nào lễ Hiển Linh không phải là lễ buộc thì sẽ được mừng kính vào ngày Chúa Nhật trong khoảng từ ngày 2 đến ngày 8/1 như ngày riêng của lễ đó.

## Lịch sử

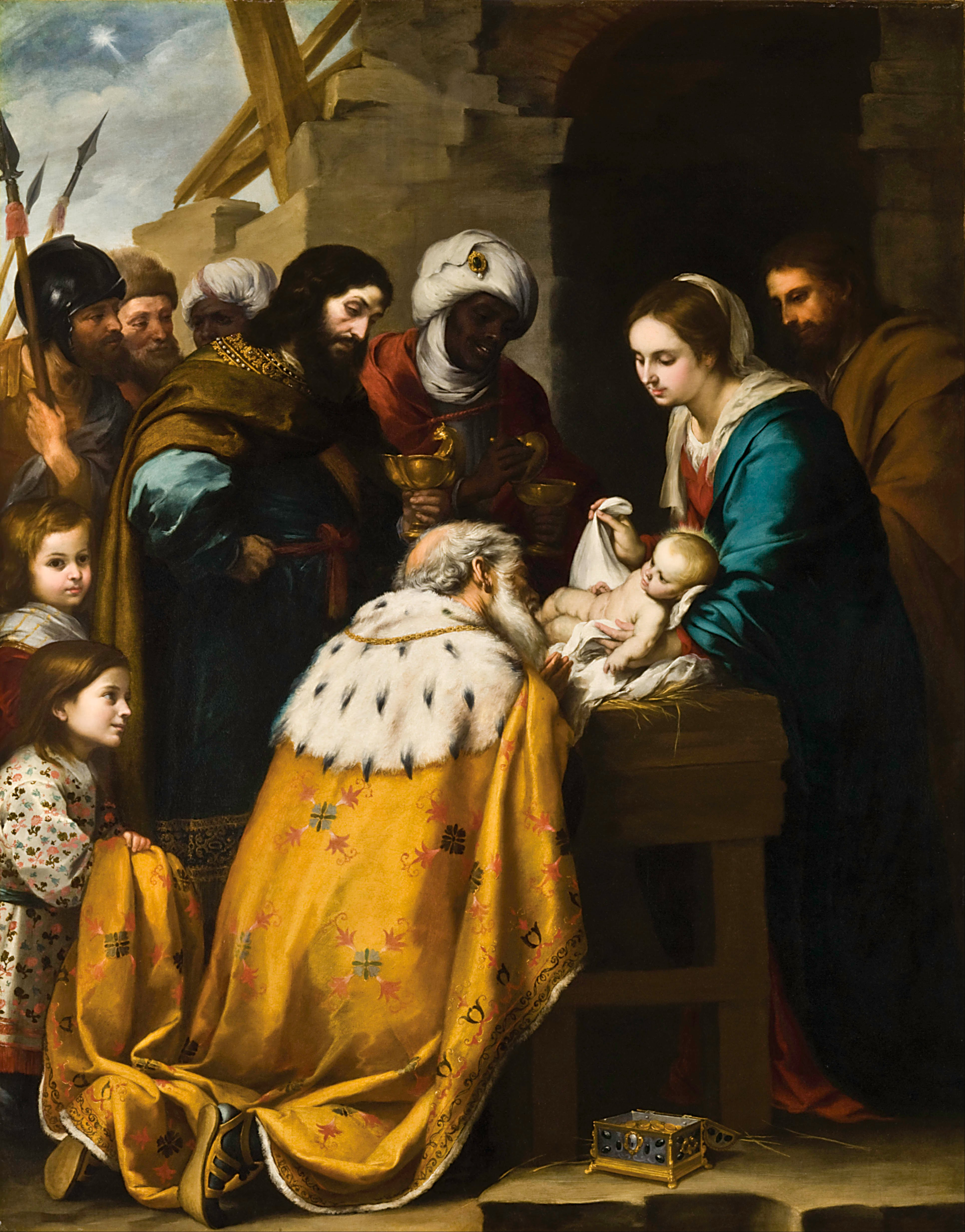
Bức họa Sự chiêm bái của các nhà thông thái của Bartolomé Esteban Murillo, thế kỷ 17 tại Bảo tàng Nghệ thuật Toledo, Ohio, diễn tả cảnh ba vua đến thăm Chúa Hài đồng Giêsu

Lễ Hiển Linh có nguồn gốc là một ngày lễ cổ xưa của người Kitô giáo tương tự với lễ Giáng Sinh và lễ Phục Sinh. Thời giáo hội sơ khai, chỉ có ngày lễ Phục Sinh là được cử hành đặc biệt hằng năm và mỗi ngày chủ nhật được xem như một ngày "tiểu phục sinh". Đến thế kỷ thứ III, tại Đông phương và Tây phương, xuất hiện các ngày lễ trọng mừng kính mầu nhiệm Thiên Chúa nhập thể làm người. Trong khi tại Tây phương, lễ Giáng Sinh được cố định vào ngày 25 tháng 12, thì ở Đông phương lễ được cử hành vào ngày 6 tháng 1. Sau đó, ngoại trừ các giáo đoàn Armenia, tất cả các giáo hội Đông phương khác dần chuyển sang mừng kính Giáng Sinh vào 25 tháng 12 giống như Tây phương, còn ngày 6 tháng 1 dần chuyển thành lễ Hiển Linh. Từ Đông phương, lễ Hiển Linh lan sang Châu Âu vào khoảng thế kỷ thứ 4 và được nói đến lần đầu tiên tại xứ Gaule vào năm 361. Đến cuối thế kỷ 21, hầu hết các Giáo hội đều cử hành ngày lễ trọng này.
Ban đầu, ở Tây phương, người ta có thói quen cử hành chung các biến cố hạ sinh của Giêsu vào ngày Giáng sinh, biến cố các đạo sĩ đến thờ lạy Chúa và cuộc tàn sát các Thánh Anh Hài. Nhưng khi Roma bắt đầu mừng lễ Hiển Linh thì hai biến cố cuối cùng này được tách rời ra khỏi ngày lễ 25 tháng Chạp để dành tôn kính các Đạo Sĩ là chủ đề chính cho ngày lễ trọng mới vào ngày 6 tháng Giêng. Lễ Hiển Linh trong phụng vụ Roma mang thông điệp chính là sự mạc khải của Đức Kitô cho mọi dân tộc được biểu tượng qua các Đạo Sĩ.
Với Giáo hội Đông phương, lễ Hiển Linh đã trở thành đại lễ mừng thiên tính của Đức Kitô, mầu nhiệm Nhập Thể và sự thờ lạy của các Đạo sĩ, vì thế được cử hành vào ngày lễ Giáng Sinh. Sau đó lễ Hiển Linh ngày càng được hiểu như là lễ Đức Kitô Chịu Phép Rửa. Do đó mà ở Đông phương có tục lệ làm phép nước rửa tội, nước giếng rửa tội, các nguồn nước và sông suối vào dịp lễ Hiển Linh. Vào ngày này, nhiều người đến bờ sông Giođan để dìm mình ba lần trong dòng sông theo như nghi thức rửa tội của Đông phương.

## Phong tục truyền thống

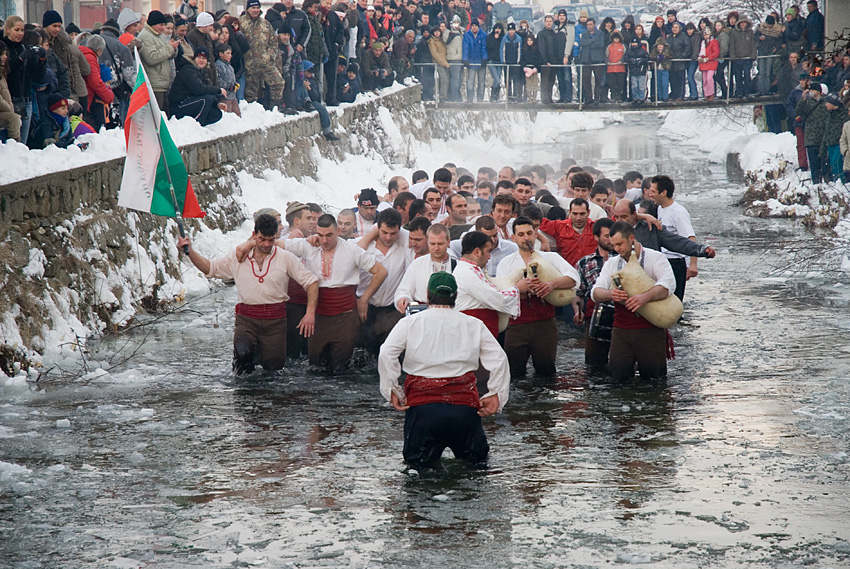
Một đoàn nhảy Bulgary truyền thống giữa dòng nước băng lạnh

Lễ Hiển Linh được tổ chức với nhiều phong tục tại các quốc gia trên thế giới. Một số nơi gọi ngày lễ này là Ngày thập giá, Lễ nước hoặc Lễ rửa tội. Ngày lễ được gọi như vậy bởi vì vào ngày này, bất cứ ai muốn được khỏe mạnh cả năm thì nên tắm hoặc ít nhất là rửa tay trên sông.
Vào ngày này, bất cứ nơi nào có sông nước có thể thực hiện nghi lễ ném thánh giá của nhà thờ địa phương. Sau đó thự hiện nghi thức phụng vụ gọi là Lễ nước thành lớn, thay nước thánh trong đền thờ. Nước thường được mang về nhà mọi người. Nó giúp tránh bệnh và thanh lọc tâm hồn. Nó giúp bảo vệ gia đình cả năm trong những lúc khó khăn, hoặc nếu ai đó bị bệnh phải nằm giường. Lễ hiển linh nhào ba cái bánh nghi lễ, lấy từ phần còn lại của nước thánh cũ. Một cái là cho nhà, cái thứ hai là cho khách, và cái thứ ba để đặt trước cửa của ngôi nhà cùng với rượu vang đỏ để cho người qua đường. Trên một vật bằng sắt, đốt bó cây hoàng dương từ hôm Giáng sinh trước, lấy tro rắc với nước thánh và chôn vùi dưới một cây ăn quả hay một bụi hoa hồng. Cây nến mang về từ nhà thờ được đốt với hương trầm trong điện thờ của gia đình. 

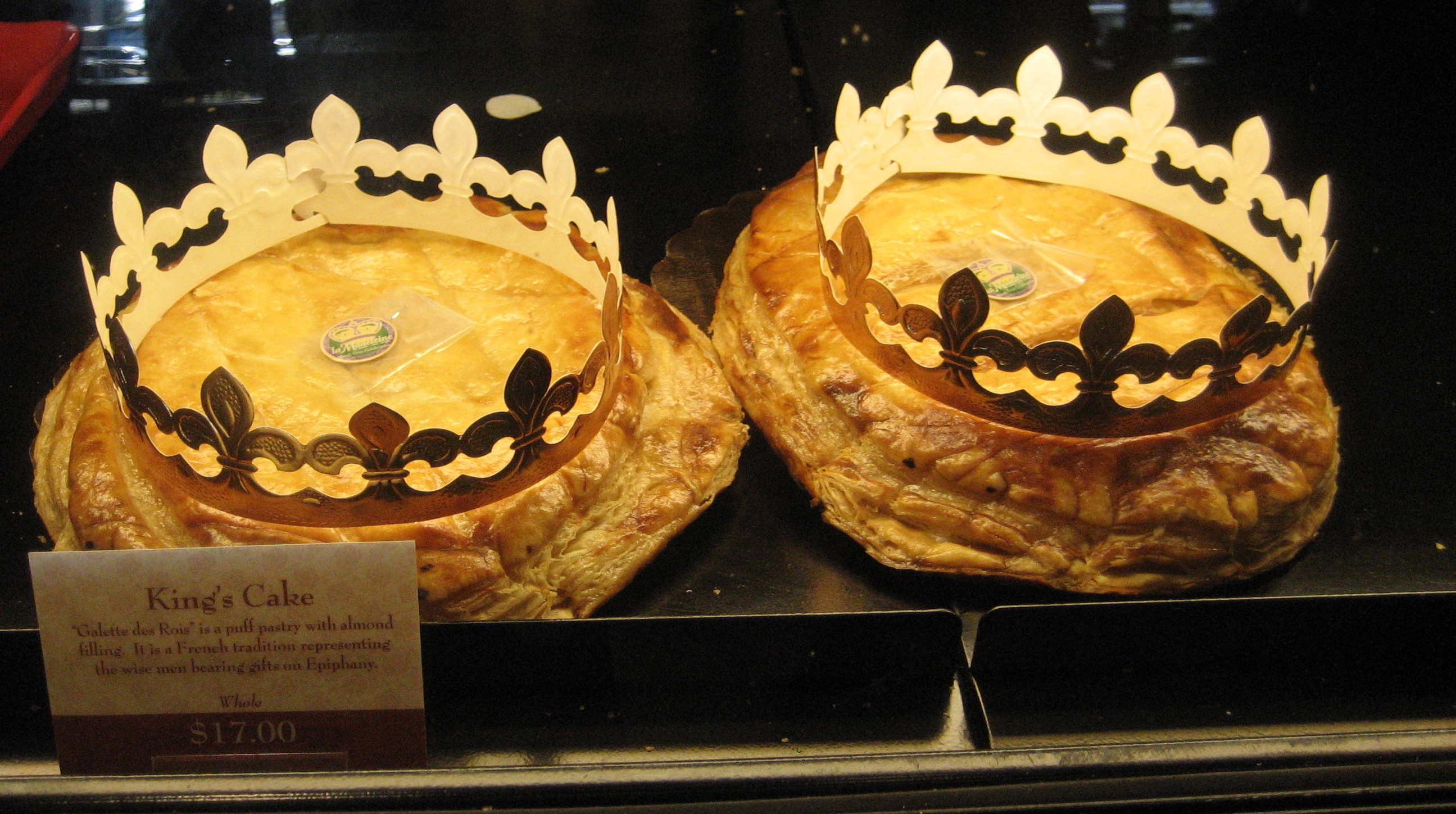
Bánh vua tại Pháp, thường được bán vào mùa lễ này

Một số nơi cho rằng nếu thời tiết của ngày lễ lạnh và khô - cả năm sẽ được tốt lành và sinh sôi nảy nở. Người ta tin rằng, ai mà lấy được thánh giá trong nước, sẽ rất khỏe mạnh và hạnh phúc.
Theo tín ngưỡng dân gian, trong đêm trước ngày lễ, trong màn đêm, bầu trời mở ra và tất cả những người nhìn thấy nó sẽ nhận được từ Thiên Chúa những gì bạn muốn. Ngày lễ ở Bungari, Hy Lạp được tổ chức vào ngày 6 tháng Giêng, và ở Nga và Serbia - vào ngày 19 tháng Giêng.
Tại một số quốc gia (như Pháp, Hoa Kỳ, Đức....)  thường có phong tục ăn bánh vua vào mùa lễ này.